# Римбоки (Арецо)
Римбоки је насеље у Италији у округу Арецо, региону Тоскана.
Према процени из 2011. у насељу је живело 57 становника. Насеље се налази на надморској висини од 542 м.